# Urahoro
Urahoro (jap. 浦幌町 Urahoro-chō) – miasto w Japonii, w prefekturze Hokkaido, w podprefekturze Tokachi. Według danych na rok 2020 miejscowość zamieszkiwało 4 387 mieszkańców , a gęstość zaludnienia wyniosła 6 os./km².